# Родіней
Родіней (порт. Rodinei, нар. 29 січня 1992, Татуї) — бразильський футболіст, захисник клубу «Фламенго».

## Ігрова кар'єра
Народився 29 січня 1992 року в місті Татуї. З 10 років залишився сиротою. Вихованець футбольної школи клубів «Відейро» та «Порто Уніан», а 2011 року потрапив до академії «Аваї».
На полчатку 2012 року для отримання ігрової практики був відданий в оренду в клуб «Марсіліо Діас», за який провів 7 ігор у Лізі Катаріненсе, Другу половину року провів теж в оренді, за «Корінтіанс», у складі якого 17 жовтня дебютував у бразильській Серії А, вийшовши на заміну замість Вілліана Арана в кінцівці матчу проти «Крузейро», втім ця гра так і залишилась єдиною для Родінея за клуб.
3 травня 2013 року Родіней продовжив контракт з «Аваї» і був негайно відданий в оренду до кінця року у КРАК, де швидко став основним гравцем, зігравши у 17 іграх Серії С. Потім він перейшов до «Пенаполенсе» також на правах оренди, відігравши з а клуб 15 ігор у Лізі Пауліста 2014 року, а його команда дійшла до чвертьфіналу змагань.
1 липня 2014 року Родіней знову був відданий в оренду, на цей раз у клуб «Понте-Прета» до кінця року. Захисник забив два голи в 22 матчах Серії Бі допоміг своїй команді вийти до вищого бразильського дивізіону. Після цього 11 грудня 2014 року «Понте-Прета» підписала з гравцем повноцінний контракт. Протягом сезону 2015 року він знову був беззаперечним основним гравцем, лише пропустив три матчі чемпіонату, а його команда досягла комфортного 11-го місця.
10 грудня 2015 року Родіней став гравцем «Фламенго». У 2019 році він виграв з командою чемпіонат Бразилії та Кубок Лібертадорес, що дозволило йому у складі команди поїхати також на Клубний чемпіонат світу 2019 року в Катарі. Станом на 17 грудня 2019 року відіграв за команду з Ріо-де-Жанейро 77 матчів в національному чемпіонаті.

## Статистика виступів

### Статистика клубних виступів
| Сезон                   | Команда                 | Чемпіонат               | Чемпіонат | Чемпіонат | Національний кубок | Національний кубок | Національний кубок | Континентальні кубки | Континентальні кубки | Континентальні кубки | Інші змагання | Інші змагання | Інші змагання | Усього | Усього | Усього |
| Сезон                   | Команда                 | Ліга                    | Ігор      | Голів     | Ліга               | Ігор               | Голів              | Ліга                 | Ігор                 | Голів                | Ліга          | Ігор          | Голів         | Ігор   | Голів  |        |
| ----------------------- | ----------------------- | ----------------------- | --------- | --------- | ------------------ | ------------------ | ------------------ | -------------------- | -------------------- | -------------------- | ------------- | ------------- | ------------- | ------ | ------ | ------ |
| 2012                    | «Марсіліо Діас»         | D+КАТ                   | 0+7       | 0         | КБ                 | 0                  | 0                  |                      | -                    | -                    |               | -             | -             | 7      | 0      |        |
| 2012                    | «Корінтіанс»            | A+ПАУ                   | 1+0       | 0         | КБ                 | 0                  | 0                  |                      | -                    | -                    |               | -             | -             | 1      | 0      |        |
| 2013                    | КРАК                    | C+ГОЯ                   | 17+0      | 0         | КБ                 | 3                  | 0                  |                      | -                    | -                    |               | -             | -             | 20     | 0      |        |
| 2014                    | «Пенаполенсе»           | D+ПАУ                   | 0+16      | 0         | КБ                 | 0                  | 0                  |                      | -                    | -                    |               | -             | -             | 16     | 0      |        |
| 2014                    | «Понте-Прета»           | B+ПАУ                   | 22+0      | 2+0       | КБ                 | 0                  | 0                  |                      | -                    | -                    |               | -             | -             | 22     | 2      |        |
| 2015                    | «Понте-Прета»           | A+ПАУ                   | 35+16     | 0         | КБ                 | 1                  | 0                  | ПАК                  | 0                    | 0                    |               | -             | -             | 52     | 0      |        |
| Усього за «Понте-Прету» | Усього за «Понте-Прету» | Усього за «Понте-Прету» | 73        | 2         |                    | 1                  | 0                  |                      | 0                    | 0                    |               | -             | -             | 74     | 2      |        |
| 2016                    | «Фламенго»              | A+КАР                   | 13+14     | 0+1       | КБ                 | 4                  | 0                  | ПАК                  | 2                    | 0                    | ПЛ            | 3             | 0             | 36     | 1      |        |
| 2017                    | «Фламенго»              | A+КАР                   | 19+8      | 2+1       | КБ                 | 7                  | 0                  | ЛЧ+ПАК               | 3+2                  | 0+2                  | ПЛ            | 2             | 0             | 41     | 5      |        |
| Усього за кар'єру       | Усього за кар'єру       | Усього за кар'єру       | 168       | 6         |                    | 15                 | 0                  |                      | 7                    | 2                    |               | 5             | 0             | 195    | 8      |        |

## Титули і досягнення
- Чемпіон Бразилії (1):

«Фламенгу»: 2019
- Переможець Ліги Каріока (2):

«Фламенгу»: 2017, 2019
- Володар Кубка Лібертадорес (3):

«Корінтіанс»: 2012
«Фламенгу»: 2019, 2022
- Переможець Клубного чемпіонату світу (1):

«Корінтіанс»: 2012
- Володар Кубка Бразилії (1):

«Фламенгу»: 2022
- Чемпіон Греції (1):

«Олімпіакос»: 2024–25
- Володар Кубка Греції (1):

«Олімпіакос»: 2024–25
- Переможець Ліги конференцій УЄФА (1):

«Олімпіакос»: 2023–24